# Maarten Poorter
M.F. (Maarten) Poorter (Nijkerk, 1978) is een Nederlands PvdA-politicus en bestuurder. Sinds 13 juli 2022 is hij burgemeester van Dijk en Waard. 

## Biografie

### Jeugd, opleiding en loopbaan
Poorter is geboren in Nijkerk en getogen in Nijkerk en Apeldoorn. Hij komt uit een gelovig gezin en zijn vader was organist in de kerk. In 1997 verhuisde hij voor studie naar een studentenflat in de Wibautstraat in Amsterdam. Hij studeerde organisatiesociologie en politicologie/bestuurskunde (cum laude) aan de Universiteit van Amsterdam (UvA) en de The New School in New York. Hij was voorzitter van de Centrale Studentenraad van de UvA. Poorter was in 2003 oprichter en gedurende vijftien jaar directeur van trainings- en adviesbureau TAQT. Hij gaf allround trainingen in medezeggenschap en politiek-bestuurlijke vaardigheden, met name op het terrein van onderhandelen, voorzitten van vergaderingen, debatteren en presenteren. Hij was ook actief als onderzoeker en docent politicologie aan de UvA.

### Politieke loopbaan
Poorter was van 2010 tot 2018 gemeenteraadslid in Amsterdam. Vanaf 2018 was hij stadsdeelvoorzitter van Amsterdam-Oost. Hij had in zijn portefeuille Algemene Zaken, Armoede en schuldhulpverlening, Communicatie, Diversiteit en anti-discriminatie, Economische Zaken, Evenementen, Financiën, Gebied: Oud-Oost, Gemeentelijk Vastgoed, ICT & Digitale Stad, Jeugd(zorg), Onderwijs, Openbare orde & Veiligheid, Ouderen, Personeel & Organisatie, Preventie jeugdcriminaliteit, Sociale Zaken, Sport & recreatie, Vluchtelingen & ongedocumenteerden en Zorg. Daarnaast was Poorter in 2020 gedurende een aantal maanden dagelijks bestuurder in Amsterdam-West.

### Burgemeester van Dijk en Waard
Op 18 mei 2022 heeft de gemeenteraad van Dijk en Waard Poorter voorgedragen als nieuwe burgemeester van deze gemeente. Op 1 juli 2022 heeft de ministerraad op voorstel van de minister van Binnenlandse Zaken en Koninkrijkrelaties besloten hem voor te dragen voor benoeming bij koninklijk besluit met ingang van 13 juli 2022. Op die dag vonden ook de installatie en de beëdiging plaats. Hij heeft in zijn portefeuille Openbare Orde en Veiligheid (OOV), Drank- & horecabeleid, Integriteit(beleid), Klachten, bezwaar & beroep, Representatie, Verkiezingen, Bestuurlijke coördinatie, Burgerzaken, Juridische zaken en Regionale Samenwerking. Hij is vicevoorzitter van de Stuurgroep Focusagenda Regio Alkmaar en lid van het dagelijks- en algemeen bestuur van de Veiligheidsregio Noord-Holland Noord.

### Persoonlijk
Poorter heeft een vrouw en vier kinderen.

## Verkiezingsuitslagen
| Verkiezing                                                            | Partij               | Kandidaatnummer | Aantal Stemmen |
| --------------------------------------------------------------------- | -------------------- | --------------- | -------------- |
| Gemeenteraadsverkiezingen 2010 in Amsterdam                           | Partij van de Arbeid | 22              | 102            |
| Gemeenteraadsverkiezingen 2014 in Amsterdam                           | Partij van de Arbeid | 3               | 925            |
| gemeentelijke herindelingsverkiezingen in Nederland 2022 in Amsterdam | Partij van de Arbeid | 26              |                |